# 九龍城浸信會

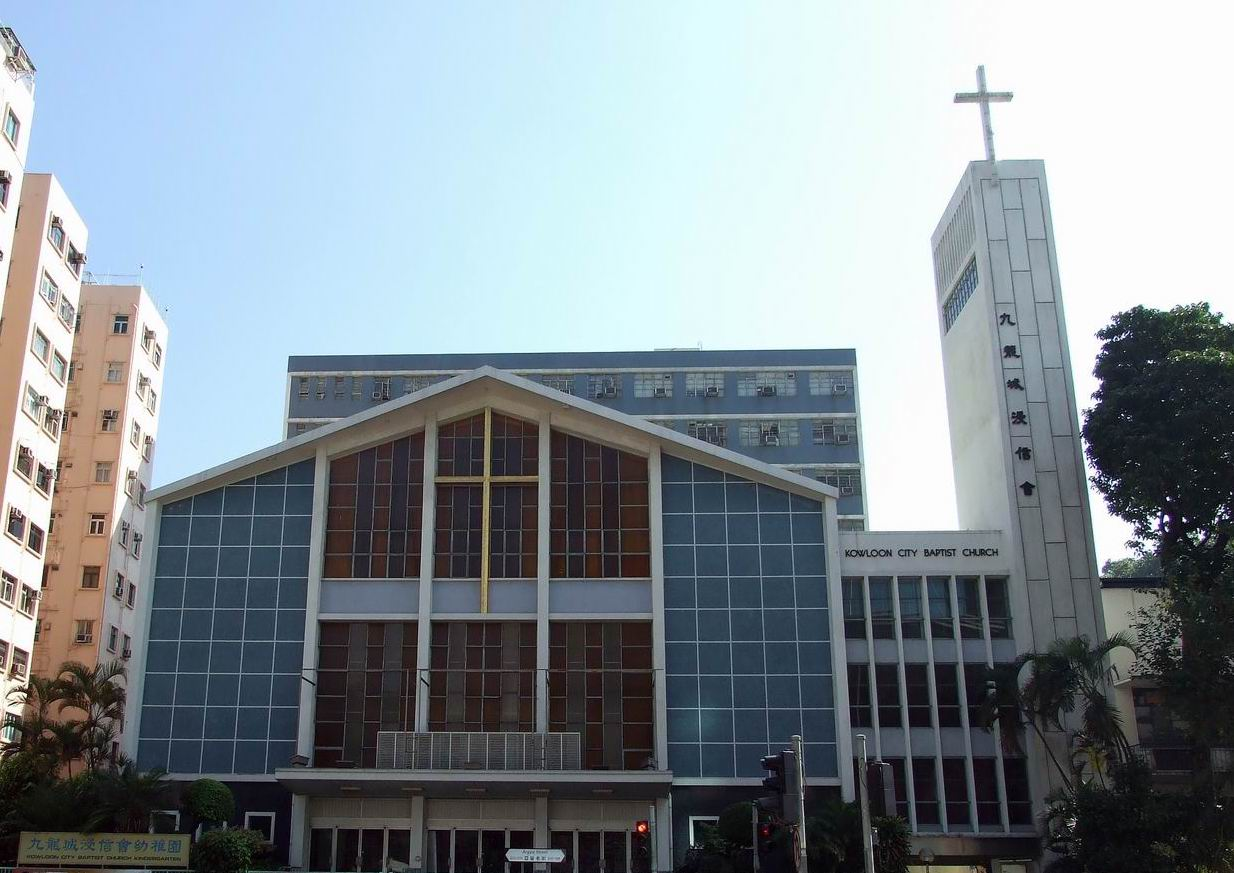
九龍城浸信會

九龍城浸信會（Kowloon City Baptist Church，簡稱：城浸）是香港浸信會聯會旗下的教堂建築之一，位於香港九龍馬頭圍亞皆老街206號，九龍城裁判法院對面，於1964年落成。由於地點適中，加上禮堂寬大，除了是浸信會聯合聚會地點外，也成為許多聯合性大聚會的場所，例如港九培靈研經會、華福歷屆的大會、神學院的畢業禮等。

## 歷史
九龍城浸信會於1931年開基，起首在馬頭涌道創立「浸信會談道所」，於1935年遷往界限街，改名為「浸信會福音堂」。1938年向政府購地建堂，獲批士他令道10,000平方呎土地為堂址，於1939年8月27日正式成立教會並籌建新堂，1940年建成新堂。
1954年註冊為法人團體，翌年制定會章向政府立案，於1957年完成產業保管條例。於1958年與政府協商擴堂，以舊會堂地段交換亞皆老街毗連九龍城警署20,000平方呎地段，補回地價50,000餘元擴建新堂。按照原來構想，此堂將於毗鄰現址的用地開辦小學（名為「九龍城浸會學校」），但因擴堂工作而於1963年終止籌辦，並交由香港浸信會聯會開辦香港培道小學。
亞皆老街新堂於1964年竣工，並於同年8月立會廿五週年紀念慶典開幕。新堂前座為禮堂，後座宗教教育大樓初建6層，到1973年再加建4層。

## 擴堂計劃
九龍城浸信會於2007年6月向政府申請從亞皆老街原址遷往同區較現址大兩倍的東利道，並會用約至少10億港元興建一座新教堂。新教堂總面積25萬平方呎，禮堂將擁有超過4,000座位，落成後將成為全香港最大和最昂貴的教堂。而原址地皮交還政府，預計會發展成中密度住宅，地皮估值超過8億港元。可是，亦有會友去信政府要求保留現有教堂。截至2015年2月，建堂基金連奉獻暫約1.6億元。

## 主辦學校
- 九龍城浸信會禧年小學
- 九龍城浸信會禧年（恩平）小學，由九龍城浸信會禧年小學分拆下午校與恩平工商會李吳瑞愛紀念學校合併成校
- 九龍城浸信會幼稚園
- 九龍城浸信會慈愛幼稚園
- 九龍城浸信會嘉福幼稚園
- 九龍城浸信會禧年幼稚園

## 著名會友
- 林子豐
- 黃汝光
- 林思顯
- 林樹基醫生
- 劉偉恒
- 王沛然
- 王祖藍[5][6]
- 何建宗教授

## 註腳
1. ↑  .   [2010-01-28]. （原始内容存档于2015-06-05）.
2. ↑  九龍城浸信會條例- 第1093章
3. ↑  . 九龍城浸信會. 2014-08-24: 40-42.
4. ↑  九龍城浸信會籌建10億教堂 教友質疑 建堂金現1.6億 執事會主席﹕不要怕 只要信 （页面存档备份，存于）明報，2015年4月13日
5. ↑  「藍男」擺酒 自爆唔方便未洞房 魯芬烏蘇拉造型最爆 （页面存档备份，存于） 都市日報，2015年2月16日
6. ↑  【祖藍娶亞男】李亞男低胸紅裙配平底鞋 襯晒王祖藍 （页面存档备份，存于） 蘋果日報，2015年2月14日

## 外部連結
- 九龍城浸信會 （页面存档备份，存于）